# Haute-contre
Az haute-contre (e. ótkontr, többes számban hautes-contre) volt az elsődleges francia operatenor hang, amely a francia barokk és klasszikus operában dominált, a 17. század közepétől a 18. század második feléig.

## Története
Ezt a hangot túlnyomórészt férfi (gyakran kasztrált (énekes) alakította) szólószerepekben használták, jellemzően hősi és pozitív karakterekben, de komikus részekben, még transzvesztita esetekben is (lásd például az alábbiakban bemutatott, Pierre Jélyotte-ot ábrázoló portrét Rameau Platea című darabjának női címszerepében). Lully 14 fő férfiszerepből 8-at írt e hangra; Charpentier, aki maga is haute-contre-énekes volt, sokat komponált a hangzó részhez, ahogy Rameau és később Gluck is.
A Lully-operák főszerepeit létrehozó Párizsi opera vezető haute-contre-ja a 17. század végén Bernard Clédière (aki taille-ként, mélyebb tenor hangfekvésüként indult) és Louis Gaulard Dumesny volt. A 18. század első felének figyelemreméltó haute-contre-jai közé tartozott először Jacques Cochereau, Louis/Claude Murayre és Denis-François Tribou, akik a húszas-harmincas években felelevenítették a Lully-stílust és az operákat, majd az említett Pierre Jélyotte és helyettesítője, François Poirier és Jean-Paul Spesoller de Latour, akik mind Rameau operáit és Lully felújításait énekelték az Académie Royale de Musique számára, végül pedig Marc-François Bêche-t, aki főleg udvari előadásokkal foglalkozott.  Ezek után következett Joseph Legros, akinek Gluck megírta fő haute-contre-szerepeit, amelyek között az Orfeusz és Euridiké 1774-es verziójának címszerepe, valamint az Achilles az Iphigénia Auliszban  is szerepelt. Ehhez a hanghoz is kiterjedt zenei repertoár található a francia airs de cour és a barokk korszak francia szólókantátáiban; Az hautes-contre kórusokban is énekelt, a taille feletti szerepet vállalva.

## Énekjellemzői

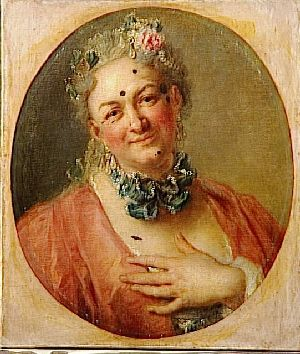
Pierre Jélyotte a Rameau: Platea címszerepében, Charles-Antoine Coypel képén 1745 körül

Az haute-contre hang természete sok vita tárgya volt. Történelmileg az angol írók „kontratenor"-nak fordították a kifejezést, ami nem különösebben hasznos, mivel ez utóbbi kifejezés jelentése is jelentős zenei vita tárgyát képezte; mindkét kifejezés végső soron a latin contratenorból származik. Ma már általánosan elfogadott, hogy az hautes-contre olyan hangon énekelt, ahogyan a tudósok modálisnak (azaz „beszédhangnak”) nevezik, talán hamis szót használva a legmagasabb hangokra. Ennek a hangnak a tipikus szólótartománya C 3-tól D 5-ig terjedt, tekintve, hogy a 18. századi francia hangmagasság egy egész hanggal lejjebb volt, mint a mai. Bár ez a magas hangtartomány arra késztetheti az embert, hogy az haute-contre-ot könnyű hangként képzelje el az ember, a történelmi bizonyítékok ezt nem támasztják alá: Jélyotte-ot sokat dicsérték magas regiszterének erejéért, Joseph Jérôme Lefrançais de Lalande csillagász és utazó megjegyezte, hogy „nagyobb öröm hallani egy nagy hangot, mint egy kis hangot". Lalande kijelentette, hogy Jélyotte hangterjedelme megegyezik a híres tenor Angelo Amorevoliéével. Azt is megjegyezte, hogy „mindazoknak, akik Legros utódjai voltak, kiabálniuk kellett, hogy az haute-contre hangjaira felemelkedjenek, kivéve Jean-Joseph Rousseau-t, de neki volt a legkisebb hangja."
Az haute-contre-ot egyes elemzők hasonlónak, sőt azonosnak tekintik az olaszul tenore contraltino néven leírt hangtípushoz. Bár korábban nem volt ismeretlen (például a címszerep Mozart Mitridate című művében), ennek a hangnak a szerepe különösen nagy volt a 19. század elején: például Lindoro Rossini Olasz nő Algírjában vagy Rodrigo. Otellójában. Rossini franciául is írt szerepeket ehhez a hangtípushoz, ami így a korábbi haute-contre-hagyomány közvetlen folytatásának tekinthető. Ezek közé tartozik azmOry grófja főszereplője, Néocles a Korinthosz ostromában és Arnold a Tell Vilmosban, amelyek mindegyike a nagy francia tenor. Adolphe Nourrit számára íródott.

## Modern előadások
A közelmúltban, a francia barokk repertoár iránti érdeklődés és előadásmód felélénkülésével számos magas tenor került előtérbe az haute-contre-repertoárban. Ide tartozik Mark Padmore, Anders J. Dahlin, Rogers Covey-Crump, Jean-Paul Fouchécourt, Paul Agnew és Cyril Auvity. Egyikük sem kizárólagosan énekli a francia barokk repertoárt, és valamennyien részt vesznek kisebb-nagyobb mértékben a mainstream tenorrepertoár előadásában.

## Híreshaute-contreszerzők-énekesek (társulati tagságuk)
- Bernard Clédière (1673–1680)[6]
- Louis Gaulard Dumesny (1680–1700)[7]
- Pierre Chopelet (1700–1702)[8]
- Jacques Cochereau (1702–1719)[9]
- Louis Muraire (vagy Murayre) (1719–1727)[10]
- Denis-François Tribou (1727–1739)[11]
- Pierre Jélyotte (1733–1755)[12]
- Marc-Antoine Charpentier
- François Poirier (1755–1759)[13]
- Jean-Pierre Pillot (1759–1766)[14]
- Joseph Legros (1766–1783)[15]
- Étienne Lainez (Lainé) (1783–1812)[16]
- François Anthoine
- Marc-François Bêche
- Jean-Antoine Bérard (vagy Jean-Baptiste)
- Thomas-Louis Bourgeois
- Antoine Boutelou
- Jean Elleviou (basse-taille-ként debütált)
- Jean-Baptiste Guignard „Clairval” (csak pályája elején)
- Jean-Baptiste-Sauveur Gavaudan
- Jean-Paul Spesoller de Latour, művészneve La Tour (vagy Latour vagy Delatour)
- Louis Michu
- Antoine Trial
- Jean Belliard
- Adolphe Nourrit

## Fordítás
- Ez a szócikk részben vagy egészben  a   Haute-contre című angol Wikipédia-szócikk ezen változatának fordításán alapul.  Az eredeti cikk szerkesztőit annak laptörténete sorolja fel. Ez a jelzés csupán a megfogalmazás eredetét és a szerzői jogokat jelzi, nem szolgál a cikkben szereplő információk forrásmegjelöléseként.
- Ez a szócikk részben vagy egészben  a   Haute-contre című francia Wikipédia-szócikk fordításán alapul.  Az eredeti cikk szerkesztőit annak laptörténete sorolja fel. Ez a jelzés csupán a megfogalmazás eredetét és a szerzői jogokat jelzi, nem szolgál a cikkben szereplő információk forrásmegjelöléseként.